# Védský sanskrt
Védský sanskrt, též védský jazyk či staroindičtina je mrtvý indoárijský jazyk, předchůdce klasického sanskrtu. V tomto jazyce byly zaznamenány posvátné texty védského náboženství, tedy především sanhity: Rgvéd, Sámavéd, Jadžurvéd a Atharvavéd, ale také bráhmany , áranjaky a starší upanišady. Védský sanskrt patří mezi nejstarší známé indoevropské jazyky a jeho vznik lze klást nejpozději do doby v 18. století př. n. l., kdy již muselo proběhnout jeho oddělení od íránské avestánštiny. Vznik Rgvédu, nejstaršího díla v tomto jazyce bývá kladen zpravidla do 15. až 10. století př. n. l., tento text byl poté přechováván v ústní podobě a v 7. století př. n. l. editován. V 6. až 4. století př. n. l. byl védský sanskrt nahrazen sansktem klasickým.

## Příklady

### Číslovky
| Védský sanskrt | Česky     |
| eka            | jeden     |
| dve            | dva       |
| trayas         | tři       |
| chatvāras      | čtyři     |
| pañch          | pět       |
| shash          | šest      |
| sapta          | sedm      |
| ashta          | osm       |
| nava           | devět     |
| dasha          | deset     |
| vimshatihi     | dvacet    |
| trimshat       | třicet    |
| chatvārimshat  | čtyřicet  |
| panchāshat     | padesát   |
| shashtihi      | šedesát   |
| saptatihi      | sedmdesát |
| asheetihi      | osmdesát  |
| navatihi       | devadesát |
| shatam         | sto       |
| sahasra        | tisíc     |